# Miguel Angel Gamondi
Miguel Ángel Gamondi est un entraîneur argentin de football né le 30 novembre 1966 à Olavarría en Argentine.

## Biographie
Le 20 juin 2012, Gamondi est nommé entraîneur en chef de l'USM Alger, club algérien de première division. Au bout de quatre mois d'exercice, il est démis de ses fonctions le 16 octobre 2012 en raison de divergences avec ses dirigeants et d'insuffisance de résultats.
En juillet 2013, il retourne au CR Belouizdad après l'avoir quitté deux ans plus tôt et après avoir démissionné de lUSM d'alger[style à revoir] . Il est démis de ses fonctions en fin d'année pour cause de mauvais résultats.
En 2015 Miguel Ángel Gamondi est appelé au H.U.S.A (Hassania Union Sportive Agadir) pour prendre en main la direction technique du club, toutes catégories confondues. Il se consacre principalement aux catégories des jeunes. En  avril 2017 il est nommé manager général du club et chargé de l'équipe professionnelle. À la fin de la saison footbalistique 2016/2017, les cadets de la H.U.S.A terminent seconds du championnat national Marocain, les Espoirs et Minines atteignent les quarts de finale et Miguel Ángel Gamondi est pressenti pour occuper le poste d'entraineur principal de l'équipe professionnelle d'Agadir.